# Diáfise
Após a epífise, metáfise encontra-se a diáfise que é a parte do osso que tem crescimento primário, ou seja, cresce longitudinalmente, alongando-se. É a parte mais longa do osso.
Nos ossos longos a diáfise é composta de grande quantidade de osso compacto, com pequena quantidade de osso esponjo. Ela também delimita o canal medular.

## Canal medular
Cavidade localizada dentro da cavidade do tecido ósseo compacto, onde se localiza a medula óssea vermelha, responsável pela reposição dos glóbulos vermelhos (hemácias), glóbulos brancos (leucócitos), e plaquetas, perdidas pelo organismo.

## Links de pesquisa
- - Fala a respeito da fratura femural ou do [fêmur]
- -Contem dados interesantes sobre sustentação óssea